# Jag är med er alla dagar
Jag är med er alla dagar är en psalm med text ur Matteusevangeliet 28:20 och musik skriven 1972 av Lennart Jernestrand.

## Publicerad i
- Psalmer och Sånger 1987 som nr 776 under rubriken "Psaltarpsalmer och andra sånger ur bibeln - Bibelvisor".[2]
- Segertoner 1988 som nr 683 under rubriken "Bibelvisor och körer".[1]
- Finlandssvenska psalmboken 1986, tilläggshäftet ”Sång i Guds värld”, 2015, som nr 946 under rubriken "Framtid och hopp ".
- Hela familjens psalmbok 2013 som nummer 34 under rubriken "Gud tycker om oss".[3]